# Asesinatos de Rhonda Johnson y Sharon Shaw
Rhonda Renee Johnson (Houston, Texas;16 de diciembre de 1956–4 de agosto de 1971) y Sharon Lynn Shaw (Mobile, Alabama; 11 de agosto de 1957–4 de agosto de 1971) eran dos adolescentes estadounidenses que desaparecieron en la tarde del 4 de agosto de 1971. A principios de 1972, se descubrieron los restos óseos de ambas chicas en Clear Lake, cerca de la bahía de Galveston, donde se les perdió la vista.
Un hombre de la zona, Michael Lloyd Self, fue acusado de los asesinatos en 1972 y condenado por el asesinato de Shaw en 1975. En 1998 surgió la controversia cuando el asesino convicto Edward Harold Bell confesó ambos asesinatos. La confesión de Bell, junto con las declaraciones corroborantes tanto de las fuerzas del orden como de los fiscales de que Self había sido coaccionado para que hiciera una confesión falsa, llevó a muchos a creer que Self había sido condenado injustamente. Self murió en prisión en 2000.
El caso se ha asociado a menudo con los campos de exterminio de Texas, una zona de 25 acres situada junto a la Interestatal 45 en League City, donde se han descubierto los cadáveres de docenas de mujeres jóvenes desde la década de 1970. En 2011 se estrenó una película de ficción sobre la zona, titulada Texas Killing Fields.

## Desaparición
El 4 de agosto de 1971, ambas chicas, residentes en Webster (Texas), decidieron pasaron el día en una playa de Galveston, una semana antes del decimocuarto cumpleaños de Shaw. Se vio a las chicas salir de la playa, pero no regresaron a casa. Testigos presenciales informaron que las vieron por última vez caminando por Seawall Boulevard en Galveston.

## Descubrimiento de los cuerpos
El 3 de enero de 1972, dos niños que pescaban en Clear Lake descubrieron un cráneo humano flotando en el agua, que inicialmente creyeron era una pelota deportiva. Seis semanas más tarde, los buscadores descubrieron el resto del cuerpo, junto con el de otra niña, en un pantano cerca del lago. Según la investigación forense presentada el 17 de febrero de 1972, se determinó, a través de los registros dentales, que el cráneo encontrado en el lago pertenecía a Shaw. Además, su madre identificó un crucifijo que se encontró envuelto alrededor de la mandíbula del cráneo como perteneciente a su hija. El otro cuerpo encontrado en el pantano fue identificado positivamente como Johnson.

## Investigación

### Michael Lloyd Self
En mayo de 1972, se recibió una pista de Glenn Price, concejal de la ciudad de Galveston, para investigar a Michael Lloyd Self, empleado de una gasolinera local. La policía visitó a Self en su lugar de trabajo y él acudió voluntariamente a la comisaría al día siguiente para ser interrogado.
Según Self, el jefe de policía Donald Morris lo mantuvo recluido durante horas, comentando que no se iría hasta que hubiera confesado. Self también declaró que lo sujetaron contra una pared, lo golpearon con una porra y Morris lo amenazó con su pistola, amenazando con matarlo si no confesaba. Self finalmente accedió y Morris le obligó a escribir a mano una confesión de los asesinatos de Shaw y Johnson. Al parecer, Morris obligó a Self a reescribir la confesión varias veces. Dave Coburn, un investigador local, corroboró la historia de Self afirmando que había sido testigo de cómo Morris trataba a un preso exactamente de la misma manera un año antes.
La confesión final firmada por Self contenía varias discrepancias. Self afirmó que había arrojado los cadáveres de Shaw y Johnson en el Lago, a más de 30 kilómetros de distancia del pantano donde la policía descubrió los restos. Self también escribió que había estrangulado a ambas chicas hasta matarlas, aunque los informes del forense no mostraban pruebas de estrangulamiento.
Tres días después de su confesión, el 23 de junio de 1972, proporcionó más detalles a la policía en una confesión oral que contradecía su confesión inicial por escrito. En una entrevista con el ayudante del sheriff W. A. Turner y el ayudante del sheriff Frank Beamer, Self afirmó que había recogido a Shaw y Johnson en un restaurante Sizzler y que habían dado una vuelta por el Lago y comprado comida en un restaurante Jack in the Box local. Según Beamer, Self dijo que luego se detuvo en una zona apartada, golpeó a las chicas en la cabeza con una botella de Coca-Cola, les quitó la ropa y la tiró a la carretera. No obstante, esta última afirmación contradecía el hecho de que la ropa de las chicas se encontrara junto a sus restos. Self afirmó entonces haber tirado los cuerpos de las chicas a una alcantarilla en Choate Road.

### Condena y consecuencias
El juicio de Self comenzó el 15 de mayo de 1973 y concluyó el 18 de septiembre de 1974. Fue declarado culpable del asesinato en primer grado de Shaw y condenado a cadena perpetua. No fue condenado por el asesinato de Johnson. El 9 de octubre de 1974 se denegó la apelación del caso.
Tres años más tarde, en 1976, Morris y el ayudante del sheriff Tommy Deal, que habían trabajado en el caso de Self, fueron detenidos y acusados de múltiples robos a bancos que se remontaban a 1972. Morris fue condenado a 55 años de prisión y Deal a 30 años.
A Self se le denegó la libertad condicional en numerosas ocasiones y apeló sin éxito su condena durante el transcurso de su pena. En una petición de apelación escrita el 22 de septiembre de 1992, se hizo referencia a la coacción en su confesión, que decía lo siguiente:

El tribunal de distrito reconoció que el tribunal estatal había determinado en dos ocasiones que no se había utilizado la fuerza ni amenazas contra Self para obtener su confesión del 9 de junio. No obstante, consideró que la confesión se había obtenido de esa manera y no se había prestado libremente, a pesar de que se le habían leído sus Derechos Miranda. Esta conclusión está influenciada por su anterior fallo injustificado e ilegal de detención de oficio, así como por decisiones de credibilidad contrarias a las tomadas por el juez estatal del juicio, que tuvo la oportunidad de observar el comportamiento de los testigos y cuya competencia incluía sopesar los testimonios contradictorios.

En 1993, el Tribunal Supremo de los Estados Unidos denegó a Self un nuevo juicio, agotando así sus recursos de apelación. Murió en prisión de cáncer en 2000. En 2011, el Houston Chronicle publicó un artículo en el que los abogados de Self manifestaban su convicción de que había sido acusado injustamente y coaccionado para que hiciera una confesión falsa. El artículo también señalaba que dos investigadores, un agente de policía de Galveston y un antiguo fiscal del condado de Harris, también creían que Self había sido condenado injustamente.

## Otras confesiones
El 2 de abril de 1980, un hombre de Taylor Lake Village entró en la comisaría local y afirmó ser el responsable de los asesinatos. En su confesión, el hombre supuestamente mencionó haber atado a las chicas con un cable eléctrico, un detalle que no se había hecho público ni había sido mencionado nunca por Michael Self. El hombre, que aparentemente sufría de psicosis, fue finalmente descartado por la policía a pesar de su mención del cable eléctrico, así como del hecho de que vivía muy cerca de una de las víctimas.

### Edward Harold Bell
En 1998, Edward Harold Bell escribió varias cartas a los fiscales de los condados de Galveston y Harris, confesando los asesinatos de numerosas mujeres jóvenes. En ese momento, Bell cumplía una condena de setenta años por el asesinato en 1978 de una residente de Pasadena, en Texas, de 26 años que había intentado impedir que se masturbara en público delante de un grupo de adolescentes.
En agosto de 2015, Bell admitió haber asesinado a un total de once chicas, a las que se refería como «las once que fueron al cielo», y afirmó haber sido lavado el cerebro y obligado a matar por una organización secreta. Nombró a Shaw y Johnson entre las chicas que admitió haber asesinado; sin embargo, Bell nunca fue acusado de los asesinatos de Shaw ni de Johnson. El 20 de abril de 2019, Bell murió en prisión a la edad de 82 años.